# Laura Carola Mazirel
Laura (Lau) Carola Mazirel (* 29. November 1907 in Utrecht; † 20. November 1974 in Saint-Martin-de-la-Mer, Département Côte-d’Or (Frankreich)) war eine niederländische Juristin, Autorin, antiautoritäre Sozialistin und Widerstandskämpferin gegen den Nationalsozialismus. Sie setzte sich außerdem aktiv für Homosexuellen- und Frauenrechte ein.

## Leben
Mazirel wuchs in einem pazifistisch orientierten Elternhaus auf und wohnte bis zu ihrem zehnten Lebensjahr in dem niederländischen Grenzort Gennep in der Provinz Nord-Limburg, danach in Utrecht, wo sie das Gymnasium besuchte und später Jura und Psychologie studierte. Neben ihrem Studium arbeitete sie als Lehrerin und Reiseleiterin. In Amsterdam lebte sie um 1930 zeitweilig in der sozialistischen Kommune Roode Kloster von Irene Vorrink, darüber hinaus war sie aktiv im Sociaal Demokratischen Studentenclub (Sozialdemokratischer Studentenclub; SDSC). Als Rechtsberaterin war sie bei dem Medisch Opvoedkundig Bureau (Medisches Pädagogisches Büro) tätig und eröffnete 1937 ein eigenes Rechtsanwaltsbüro. Mit ihren juristischen Kenntnissen half sie insbesondere Flüchtlingen, außerdem griff sie Familienangelegenheiten und Problemfälle mit der Ausländerbehörde auf. Sie setzte sich für Menschen ein, die aufgrund des Paragraphen 248 des niederländischen Strafgesetzbuches verfolgt wurden, der zu dieser Zeit intime Kontakte zwischen Menschen desselben Geschlechtes verbot, sofern die eine Person erwachsen und die andere minderjährig war. Ein in den 1930er Jahren bemerkenswerter Einsatz. Ebenfalls trat sie aktiv bei der niederländischen Regierung und jüdischen kirchlichen Institutionen dafür ein, dass Angaben über den religiösen Glauben und andere persönliche Interessen nicht bei den staatlichen Behörden registriert werden sollten. Ihr Engagement blieb ohne Erfolg.

## Wirken
Auf legale und in den 1940er Jahren auch illegale Weise wusste Mazirel Flüchtlingen während der Besatzung durch die Nationalsozialisten in den Niederlanden zu helfen. Ihr Rechtsanwaltsbüro diente zum Teil als Tarnung für Widerstandsaktivitäten; dem Durchgeben von Informationen, zur Kontaktaufnahme und dem Organisieren von Unterkünften für verfolgte Personen. Da sie konsequent gegen den Gebrauch von Waffen war, beschränkte sie ihre Aktivitäten auf gewaltlosen Widerstand. Sie gehörte der Widerstandsgruppe Vrije Groepen Amsterdam an. Unter dem Decknamen Noortje Wijnands und der Berufsangabe „Säuglingsschwester“ operierte sie im Untergrund. Als Widerstandskämpferin hatte sie mehrere Male psychische Misshandlungen ertragen müssen, die ihre Gesundheit für den Rest ihres Lebens beeinträchtigten. 1943 war Mazirel eine der Organisatoren des Anschlages auf das Einwohnermeldeamt Amsterdam (Bevolkingsregister) im Stadtviertel Apollobuurt, um persönliche Angaben von politisch verfolgten Personen zu vernichten. Sie wurde gegen Ende 1944 in Haft genommen, allerdings kurze Zeit später wieder freigelassen, da ihre persönliche Akte unauffindbar war.
Nach 1945 setzte sie ihre Arbeit als Rechtsanwältin zur Einbürgerungsproblematik und den Anliegen für Namensänderungen fort. Als Anwältin beriet sie die sozialistische Zeitschrift De Vlam und 1946 die heute noch bestehende Organisation Nederlandse Vereniging voor Integratie van Homoseksualiteit (früher: Cultuur en Ontspanningscentrum, dt. „Kultur- und Freizeitzentrum“) COC, die sich für die Rechte von Homosexuellen einsetzt. Bei dem „Internationalen Kongress für Sittengesetze und sexuelle Gleichberechtigung“, der im Spätsommer 1952 vom COC bzw. ICSE (International Committee for Sexual Equality) in Frankfurt/Main ausgerichtet wurde, hielt sie einen Vortrag. Mazirel war Mitglied der 1952 gegründeten Commissie Abortusvraagstuk (etwa: Kommission für Fragen des Schwangerschaftsabbruchs). Als Mitglied der Partij van de Arbeid (PvdA) war sie Kongressabgeordnete. Voller Empörung über die politische Linie der sozialistischen Partei in indonesischen Angelegenheiten verließ sie die Partei und wurde Mitglied der Pazifistisch Socialistische Partij. 1955 war sie wegen ihrer Gesundheit gezwungen, ihr Rechtsanwaltsbüro aufzugeben und zusammen mit ihrem Ehemann und Sohn nach Frankreich auf das Land zu ziehen.
1981 errichtete Jan Rogier die Stiftung Lau Mazirel Stichting mit der Aufgabe, sich für die Rechte und Interessen von Minderheiten einzusetzen, ganz im Sinne von Laura Mazirel. Zum zehnjährigen Bestehen der Organisation COC wurde sie zum Ehrenmitglied ernannt.

## Veröffentlichungen (Auswahl)
In Zeitungen und Zeitschriften
- Wet en Huwelijk und het nieuwe Kinderrecht, in: „De groene Amsterdamer“ (1948)
- Woonwagenvraagstuk, in: „Nieuwe Rotterdamse Courant“ (1965)
- Gettos in Nederland, in: „De nieuwe Linie“ (1966)
- De Wet. Nieuwe regelen ter bevordering van het maatschappelijk welzijn van de woonwagenbevolking, in: „Nederlands Juristenblad“ (1968)
- Bezwaren tegen de komende volkstelling, in: „Wetenschap en Samenleving“ (1971)